# Phoneutria fera
Phoneutria fera – gatunek pająka z rodziny Ctenidae, żyjący w południowo-wschodniej Brazylii, Argentynie, Paragwaju i Urugwaju. Bardzo szybki, agresywny, jadowity i niebezpieczny dla życia człowieka. Został zapisany w Księdze Rekordów Guinnessa w 2007 roku jako jeden z najbardziej jadowitych pająków na świecie (zmiana definicji na toksyczność dla człowieka spowodowała przejęcie tego tytułu przez samce australijskiego Atrax robustus). 
Zamieszkuje tropikalne i subtropikalne obszary Ameryki Południowej. Zasiedla siedliska zarówno naziemne, jak i nadrzewne. Długość ciała 10–13 cm. Osobniki młodociane żywią się muchówkami i małymi świerszczami, natomiast dorosłe większymi świerszczami, małymi jaszczurkami i małymi myszami.